# Troximon poeppigii
Troximon poeppigii là một loài thực vật có hoa trong họ Cúc. Loài này được (DC.) Wild. miêu tả khoa học đầu tiên.